# Naravni rezervat doline Glinščice
Naravni rezervat doline Glinščice (italijansko Riserva naturale della Valle Rosandra) je naravni rezervat na območju občine Dolina v Furlaniji-Julijski krajini. Po njem teče reka Glinščica, edini površinski vodotok tržaškega krasa. Rezervat je bil ustanovljen z odlokom 30. septembra 1996. Kot posebno zaščiteno območje je rezervat vključen v evropsko omrežje Natura 2000.
V tej dolini so se ohranile številne alpske in mediteranske rastline, ki so daleč naokoli izumrle v ledenih dobah (alpski volčin, šmarna hrušica, primorska košeničica in druge). Prav tako so se ohranile številne živali, predvsem več vrst plazilcev in dvoživk, ki so izven te doline že prava redkost. Omeniti velja »črnico s kravato«, kakor domačini imenujejo kačo belouško, ki biva ob vodi, saj se hrani pretežno z ribami in žabami. Tudi hribski urh (ali »rumeni smrduh«, kakor mu pravijo) prebiva na tem območju. Na razmeroma majhni površini so do zdaj zabeležili tudi 130 vrst ptic, od katerih jih 70 tu gnezdi.
Najprikladnejše izhodišče za ogled doline je sprejemni center doline Glinščice, ki se nahaja v Kulturnem večnamenskem centru France Prešeren v Boljuncu (lokacija: 45°36′45″N 13°51′28″E / 45.612630°N 13.857821°E), od koder preko centra naselja nato navzgor ob toku Glinščice raziskujemo dolino.